# Kristen Thorsness
Kristen Joy Thorsness (* 10. März 1960 in Anchorage) ist eine ehemalige US-amerikanische Ruderin. 
Die 1,75 m große Kristen Thorsness von der Pioneer Valley Rowing Association gewann bei den Weltmeisterschaften 1982 mit dem US-Achter die Silbermedaille hinter dem sowjetischen Großboot. Im Jahr darauf saßen mit Kristine Norelius, Shyril O’Steen, Janet Harville und Kristen Thorsness noch vier Ruderinnen aus dem Vorjahr im US-Achter, der erneut Silber hinter dem sowjetischen Achter gewann. Bei den Olympischen Spielen 1984 fehlten die sowjetischen Weltmeisterinnen genauso wie die Weltmeisterschaftsdritten aus der DDR wegen des Olympiaboykotts. Der US-Achter mit Shyril O’Steen, Harriet Metcalf, Carol Bower, Carolyn Graves, Jeanne Flanagan, Kristine Norelius, Kristen Thorsness, Kathryn Keeler und Steuerfrau Betsy Beard siegte vor den Rumäninnen und den Niederländerinnen.
Nach einem vierten Platz bei den Weltmeisterschaften 1986 gewann der US-Achter 1987 in Kopenhagen noch einmal die Silbermedaille hinter dem rumänischen Boot, aber vor dem sowjetischen Achter, dessen Siegesserie nach sieben Weltmeistertiteln in Folge abriss. Im US-Achter von 1987 waren mit Thorsness, Metcalf und Steuerfrau Betsy Beard noch drei Olympiasiegerinnen von 1984 dabei.